# Янковский, Олег Иванович
Оле́г Ива́нович Янко́вский (23 февраля 1944, Карсакпай, Джезказганский район, Карагандинская область, Казахская ССР, СССР — 20 мая 2009, Москва, Россия) — советский и российский актёр театра, кино и озвучивания, кинорежиссёр; народный артист СССР (1991), лауреат двух Государственных премий Российской Федерации (1996, 2002), Государственной премии СССР (1987), Государственной премии РСФСР им. братьев Васильевых (1989) и премии Ленинского комсомола (1977).
Наибольшую известность актёру принесла работа в фильмах «Щит и меч», «Служили два товарища», «Тот самый Мюнхгаузен», «Полёты во сне и наяву», «Ностальгия», «Обыкновенное чудо». На театральной сцене его самыми яркими работами являлись роли в спектаклях «Идиот» Ф. М. Достоевского, «Синие кони на красной траве» М. Ф. Шатрова, «Оптимистическая трагедия» Вс. В. Вишневского, «Чайка» А. П. Чехова, «Шут Балакирев» Г. И. Горина.

## Биография

### Ранние годы
Олег Янковский родился 23 февраля 1944 года в посёлке Карсакпай Казахской ССР в семье Ивана Павловича и Марины Ивановны Янковских. Родители проживали в посёлке Рудник-Джезказган, но там в то время не было родильного отделения, и Олег появился на свет в Карсакпайской районной больнице. По другим источникам — родился в Джезказгане.
Род Янковских имеет белорусские и польские корни.
Отец актёра Ян Янковский (позднее закрепилось имя Иван) до революции 1917 года был гвардейским офицером, штабс-капитаном лейб-гвардии Семёновского полка, в Первую мировую войну награждён орденом Святого Георгия. Во время Брусиловского прорыва был тяжело ранен. Служил вместе с Михаилом Тухачевским, который тоже начинал карьеру в Семёновском полку. В начале 1930-х был арестован, а в 1936 году освобождён. В 1937 году он был снова арестован, — как утверждал сам актёр, — «погорел» за то, что «был другом Тухачевского». Вскоре освобождён. Во время войны работал в тылу — сначала на плавильном комбинате в Джезказгане, а затем, уже после рождения Олега, на закрытом комбинате в Ленинабаде, где добывали уран. В 1951 году семья перебралась в Саратов, а в 1953 году отец скончался (дало знать о себе ранение, полученное в Первую мировую войну).
Иван Янковский любил театр, искусство, музыку; Марина Янковская в юности мечтала стать балериной. У них была большая библиотека, которую собрал отец и сумела сохранить мать. Когда семья переехала из Джезказгана в Саратов, увлечением сыновей стал театр — старший, Ростислав, занимался в кружке художественной самодеятельности, средний брат, Николай, — в театральном кружке. Братья обожали спектакли местного ТЮЗа. Ростислав, окончив театральную студию в Ленинабаде, стал работать в местном театре. В 1957 году он перебрался в Минск, где начал играть на сцене Минского русского драматического театра им. М. Горького. Чтобы избавить мать от части материальных забот (в семье остался один кормилец — средний брат Николай), через год Ростислав забрал к себе 14-летнего Олега, который как раз окончил седьмой класс.
В Минске Олег дебютировал на сцене: тогда нужно было заменить заболевшую травести — исполнительницу эпизодической роли мальчика Эдика в спектакле «Барабанщица» А. Д. Салынского. Любил футбол (болел за московский «Спартак»), которым увлёкся, ещё живя в Саратове. Перебравшись в Минск, играл какое-то время вместе с Эдуардом Малофеевым. Но это увлечение отрицательно отразилось на учёбе, и старший брат запретил Олегу играть в футбол.
Мать переживала из-за отъезда сыновей, и, как только появилась возможность, Олег вернулся в Саратов, где окончил школу № 67. После школы собирался поступать в медицинский институт, но случайно увидел объявление о приёме в Саратовское театральное училище. Приёмные экзамены уже закончились, но Янковский решил узнать о правилах приёма на следующий год и зашёл в кабинет директора. Тот только спросил фамилию и сказал, что Янковский зачислен. Как выяснилось спустя несколько месяцев, брат Олега — Николай — втайне от семьи решил поступать и прошёл творческий конкурс. Любящий Олега Николай не стал разлучать его со сценой. Учился Олег не без проблем. Как вспоминал педагог по сценической речи: «Говорил плохо, аппаратом обладал тяжёлым, рот открывал неправильно». Но в роли Тузенбаха в дипломном спектакле «Три сестры» сумел показать себя многообещающим, интересным актёром, и это развеяло сомнения мастера курса.
На втором курсе училища познакомился с Людмилой Зориной, которая училась на курс старше. Вскоре они поженились. Когда после училища Зорину пригласили в Саратовский драматический театр, она настояла, чтобы Янковского тоже взяли туда. После окончания в 1965 году Саратовского театрального училища (педагог — А. С. Быстряков) он был зачислен в труппу Саратовского театра. Людмила быстро стала звездой театра. Ему же сначала доставались лишь эпизодические роли, но позже он успешно сыграл в спектакле по роману «Идиот» роль князя Мышкина.

### Дебют в кино
В кино Янковский попал почти случайно. Саратовский театр драмы находился на гастролях во Львове. Актёр зашёл в ресторан гостиницы, где расположился режиссёр Владимир Басов и члены съёмочной группы будущего киноромана «Щит и меч». Они обсуждали, где найти артиста на роль Генриха Шварцкопфа. Жена Басова, Валентина Титова, заметив за соседним столиком Янковского, сказала режиссёру: «Вот сидит юноша с типичной арийской внешностью». Басов согласился, что молодой человек подошёл бы идеально, но «он, конечно, какой-нибудь физик или филолог. Где найти артиста с таким умным лицом?». Встретив вновь Янковского на «Мосфильме» и узнав, что он актёр, Наталья Терпсихорова, ассистентка Басова, предложила его кандидатуру режиссёру. Она нашла его в саратовском театре и пригласила на пробы. Станислава Любшина, который был уже утверждён на роль разведчика Иоганна Вайса (Александра Белова), вызвали подыгрывать молодому артисту.
Станислав Любшин рассказывал:

Играем и, как все артисты на кинопробах, играем ужасно. Мне это не страшно, я уже утверждён, а Олег так стал переживать! У нас там стояла белая колонна, мраморная, и он был бледнее, чем эта колонна. Всё трагическое состояние было выражено на его благородном лице. И чем дольше Олег держался за колонну, тем становился краше. Я тогда Басову говорю: «Владимир Павлович, ну посмотрите, как этот парень страдает, как точно вы выбрали артиста». Оператор Паша Лебешев меня поддерживает: «Действительно, он всё интереснее и интереснее делается». И Басов согласился: «Да, с каждой секундой хорошеет, мы его утверждаем».

Так он был приглашён в свой первый фильм. Труппа театра отправилась после Львова в Ялту, где он читал сценарий фильма «Щит и меч». В этом же году сыграл красноармейца Андрея Некрасова в драме Евгения Карелова «Служили два товарища». Вначале он пробовался на роль поручика Брусенцова, но режиссёр, увидев его на пробах, воскликнул: «Этого человека мы Врангелю не отдадим». На съёмках этого фильма актёр встретился сразу с двумя звёздами — Роланом Быковым, который играл Ивана Карякина, и с Владимиром Высоцким, сыгравшим поручика Брусенцова. С Роланом Быковым молодой актёр подружился. Совет Быкова стал пророческим для него и запал ему в память:

Ты не рвись сразу в Москву, Олег. Москва задыхается, ей не хватает талантливых людей. А ты будешь популярным, как только выйдет этот фильм. Звать будут многие театры — и московские, и ленинградские.

В роли Некрасова актёр научился молчать и научился смотреть. Валерий Фрид, один из авторов сценария, вспоминал, как к нему прибежал режиссёр фильма Евгений Карелов и обеспокоенно спросил, почему у Некрасова, которого тот играл, так мало текста, все его реплики уместились на половинке печатной странички.

Как же так, главная роль и столь мало текста? Может, добавите? Не надо, сказали мы режиссёру, пусть молчит, пусть Быков разговаривает, а у Янковского и так всё ясно, без текста, и молчит он так выразительно, так много говорит его молчание.

После выхода фильмов «Щит и меч» и «Служили два товарища» он стал знаменитым. Саратовские зрители стали ходить в театр на Олега Янковского. Он стал получать серьёзные роли, как классического («Стакан воды» — Мешем, «Таланты и поклонники» — Мелузов, «Идиот» — Мышкин), так и современного репертуара («Человек со стороны» — Чешков).

### 1970-е годы
В 1972 году сыграл в фильме «Гонщики» Игоря Масленникова. Фильм был снят как реклама экспортного варианта автомашины «Москвич-412». Как и в первых двух его фильмах, у него был партнёр Евгений Леонов. В салоне машины они фактически прожили несколько месяцев, выезжая на съёмки в Абхазию, Прибалтику, Финляндию. Именно Леонов порекомендовал вновь назначенному главному режиссёру Ленкома Марку Захарову присмотреться к нему. Захаров специально съездил в Саратов (как он описывает этот эпизод в своей книге «Театр без вранья») и посмотрел спектакли «Идиот» и «Таланты и поклонники» с участием Олега Янковского (в августе 1973 года Саратовский академический театр драмы гастролировал на сцене Большого драматического театра имени М. Горького). Работа актёра была отмечена ленинградской прессой. Ленинградская газета «Смена» в 1973 году писала:

Мешем в «Стакане воды» — классический герой-любовник, да ещё у Скриба — и вдруг, простак! Неплохо придумано. И блистательно сыграно.

… если говорить о роли, определяющей главное в творчестве актёра, то это князь Мышкин в «Идиоте» Достоевского.

После успешных гастролей в Ленинграде ему стали поступать предложения играть в различных московских и ленинградских театрах, но он ждал предложения от Марка Захарова. На встречу с ним Марк Захаров не пришёл, что не обескуражило молодого актёра, который сам позвонил режиссёру и напомнил о встрече. В 1973 году по приглашению Марка Захарова перешёл в Московский театр имени Ленинского комсомола («Ленком») и начал репетировать там главную роль — Горяева, молодого секретаря парторганизации на стройке гигантского автозавода в «молодёжно-музыкальном» спектакле «Автоград XXI», первой постановке Марка Захарова в качестве главного режиссёра этого театра. Пьеса была написана им в содружестве с Юрием Визбором. Спектакль недолго просуществовал в репертуаре, был прохладно принят критиками, но актёр вспоминал о нём с добрым чувством, как «совместный с Захаровым дебют в Ленкоме». Олег Янковский вспоминал о том времени: «Мой переход в Москву был труден в основном в бытовом отношении. Пятиметровая комната в общежитии, маленький сын… Но профессионально я не чувствовал никаких опасений».
В кино в эти годы актёр создаёт много интересных образов: бескомпромиссного парторга Соломахина в «Премии» по пьесе Александра Гельмана и весёлого схолара Франциска Скорину («Я, Франциск Скорина»), следователя Воронцова («Длинное, длинное дело…») и декабриста Рылеева в фильме Владимира Мотыля «Звезда пленительного счастья», полярника («72 градуса ниже нуля») и спецкора столичной газеты («Жди меня, Анна»).
Заметной его работой середины 1970-х годов стала роль Отца в фильме Андрея Тарковского «Зеркало». Актёр попал в фильм благодаря своему сходству с Арсением Тарковским, отцом режиссёра. Для актёра роль Отца была расширена. Также в фильме сыграл маленький Филипп, сын Олега Янковского (он играл самого Андрея Тарковского в детстве). Тарковский мечтал экранизировать пьесу Уильяма Шекспира «Гамлет» и предложил ему роль Гамлета, но снять фильм Тарковскому не дали. И тогда он решил поставить эту пьесу на подмостках сцены. Олег Янковский принёс эту пьесу в «Ленком», уговорил Марка Захарова, ждал два года, но за пять дней до начала репетиций (премьера состоялась в 1977 году) Тарковский сказал: «Ты, Олег, герой романтический, твоя роль — Лаэрт, а Толя Солоницын сыграет Гамлета» (также в постановке сыграли Инна Чурикова и Маргарита Терехова). Тот обиженно отказался от участия в спектакле. Это охладило отношения между режиссёром и актёром.
В 1976 году Марк Захаров должен был приступить к съёмкам телефильма «Обыкновенное чудо» по пьесе Евгения Шварца. Руководству «Мосфильма» понадобилась картина, которая могла бы подойти для показа в новогоднюю ночь. Снять её предложили Марку Захарову, театральному режиссёру, на счету которого были две картины — художественный фильм «Стоянка поезда — две минуты» и телевизионный фильм «12 стульев», снятый для телевидения и признанный «неудачным». Существовала чёрно-белая экранизация сказки Шварца, которую снял в 1964 году Эраст Гарин. Несмотря на то, что в роли Медведя был Олег Видов, а в роли Короля — сам Гарин, фильм был забыт. В роли Волшебника Захаров видел только Янковского. Его легко утвердил худсовет. Но перед началом съёмок актёра сразил сердечный приступ, и он оказался в реанимации. Когда Захаров пришёл в больницу, актёр сказал, что готов отказаться от роли, но Захаров согласился ждать. Съёмки были приостановлены и начались только после того, как актёр вышел из больницы. Захаров вспоминал, как Янковский помогал ему своим киноопытом на съёмочной площадке. Захаров противопоставлял Волшебника всем остальным персонажам своего мира. Он — единственная фигура с философским характером. Остальные — или лирические, или сатирические. Он — главное лицо, и именно он поведал мораль этой сказки: «Слава храбрецам, которые осмеливаются любить, зная, что всему этому придёт конец. Слава безумцам, которые живут, как будто они бессмертны». Волшебник Янковского не потерялся на фоне мужественного обаяния Медведя-Абдулова, фееричной гротескности Короля-Леонова и нежного очарования Принцессы-Симоновой. Несмотря на то, что средств для создания его образа режиссёр отпустил актёру меньше, скупыми красками он сумел показать сущность Творца — он обладал способностью творить чудеса, но при этом был вполне реальным человеком — эгоистичным, властным, подчас жестоким, и в то же время мудрым. Захаров заявлял: если бы не было Волшебника, потом не было бы и Мюнхгаузена, Свифта и Дракона. Благодаря успеху «Обыкновенного чуда» режиссёр, наконец, смог доказать, что он «не случайный человек в кинематографе».
В 1978 году сыграл следователя Камышева в фильме Эмиля Лотяну «Мой ласковый и нежный зверь» по мотивам повести А. П. Чехова «Драма на охоте». «Красивый человек в белом костюме», как написал об этом Захаров. Эту роль актёр посвятил своей маме, Марине Ивановне. Фильм был плохо принят критикой из-за вольного обращения с первоисточником, но имел успех у зрителей, а Янковский после фильма стал «секс-символом». В киноконцертах сцена, где Камышев — Олег Янковский кружит на руках Оленьку — Галину Беляеву — под звуки знаменитого вальса Евгения Доги, была обязательной.
В 1978 году Захаров поставил в «Ленкоме» спектакль «Синие кони на красной траве» по пьесе Михаила Шатрова. Актёр сыграл не просто Ленина, но Ленина без грима, без привычной картавости вождя, сыграл его не бронзовым памятником, а обычным человеком, больным, уставшим. Даже те, кто не принял спектакль, восхищались работой актёра, который смог отойти от традиционного отображения Ленина. Актёр играл не реального Ленина, а его романтическое представление в умах людей, не того человека, каким он был, а каким его хотели видеть.

### «Тот самый Мюнхгаузен»
В 1979 году Марк Захаров приступил к съёмкам телефильма «Тот самый Мюнхгаузен», в основу которого легла пьеса Григория Горина «Самый правдивый», изначально написанная для Театра Советской армии. В этом спектакле главные роли исполняли Владимир Зельдин и Людмила Касаткина, было бы логично пригласить их в фильм, но Марк Захаров видел в образе Мюнхгаузена только Олега Янковского, несмотря на то, что это было в определённом смысле смелое решение. Марк Захаров вспоминал:

В приглашении Олега Янковского на эту роль был элемент риска. Он всё-таки сложился как актёр совсем не комедийного толка. Но к чести Олега, в его актёрской палитре нашлись комедийные краски, которые в фильме, в первой части особенно, но и во второй тоже, получили достойное воплощение.

Худсовет не утверждал актёра, мотивируя тем, что он слишком молод для роли барона, у которого есть взрослый сын. Григорий Горин был тоже против его кандидатуры. Он писал в своих воспоминаниях:

Он до этого играл прямых, жёстких, волевых людей — волжские характеры, выдающие его происхождение. Я не верил в его барона. Началась работа, и он влезал в характер, на наших глазах менялся. Врастал в роль, и явился Мюнхгаузен — умный, ироничный, тонкий. Какая была бы ошибка, возьми мы другого актёра!

Правда, затем вновь возникли проблемы. Как вспоминал потом Горин — «во время озвучивания фильма выяснилось, что великолепный на вид барон Карл Фридрих Иероним разговаривает с каким-то саратовским акцентом и с большим трудом выговаривает некоторые слова и выражения, присущие германской аристократии». Горин не присутствовал во время озвучивания в тон-студии финальной сцены, где барон Мюнхгаузен говорит фразу, ставшую впоследствии знаменитой: «Умное лицо — это ещё не признак ума, господа». В сценарии фраза звучала так: «Серьёзное лицо — это ещё не признак ума, господа», но актёр оговорился при озвучивании, и так эта фраза, к неудовольствию Горина, стала крылатой.
31 декабря 1979 года состоялась премьера. Этот фильм стал визитной карточкой актёра. В его исполнении Мюнхгаузен предстал вовсе не тем бароном-вралём, который знаком по книге Эриха Распе и каноническим иллюстрациям Гюстава Доре. Это притча о мужестве человека, который способен остаться самим собой, не пасуя перед лицемерами и ханжами. Янковский вспоминал в своих интервью о «формуле роли», которую нашёл для него Марк Захаров.

Когда мы с Марком обсуждали, как играть Мюнхгаузена, он вспомнил такую притчу: Распяли человека и спрашивают: «Ну, как тебе там?» — «Да ничего… Только улыбаться больно». Мюнхгаузен идёт обходным путём, и, наверное, в этом его сила. Выйти на площадь и кричать о своих убеждениях — не самый сложный путь.

Марк Захаров подвёл черту:

Глаза у Олега Янковского оказались умными, а внешний облик — хотя и не слишком комическим, но достаточно забавным. Янковский очень тонко, очень трепетно аккумулировал в себе нашу общую печаль. И восторг сочинителя. И пафос истинного правдолюбца.

### 1980-е годы
В 1982 году сыграл главную роль в фильме Сергея Микаэляна «Влюблён по собственному желанию». Актёр попал в этот фильм благодаря Евгении Глушенко, которая была уже утверждена на главную роль Веры. Глушенко уговорила режиссёра Сергея Микаэляна прекратить поиски главного героя и пригласить Янковского: «Только Олег сможет сыграть джентльмена, даже опустившегося. Он же настоящий аристократ!» Микаэлян согласился, несмотря на то, что главному герою фильма по сюжету 27 лет, а Янковскому было уже 38, и уже не видел другого актёра в этой роли. Когда «Ленком» должен был уехать на съёмки в Среднюю Азию, Микаэлян настоял, чтобы всю киногруппу отправили вслед за ним. Фильм посмотрело почти 25 миллионов зрителей, а Янковский был признан лучшим актёром года по опросу читателей журнала «Советский экран».
Также в 1982 году актёр снялся в фильме Романа Балаяна «Полёты во сне и наяву». Сценарий был написан Виктором Мережко специально для Никиты Михалкова, но когда Роман Балаян случайно увидел Янковского в фильме «Мы, нижеподписавшиеся», его так поразила его игра, что он тут же позвонил Мережко и сказал: «Берём Янковского». Балаян вспоминал об этом: «Почему я так решил? Мне кажется, что у Олега было то, чего нет у многих: он в кадре и над ним. Было ещё что-то, кроме того, что он говорил, в его лице, в его глазах. Виктор Мережко позвонил актёру и предложил ему главную роль, но тот, узнав, что фильм будет снимать неизвестный ему режиссёр на киностудии имени Довженко, отказался. Но потом, случайно выяснив детали сюжета от самого Никиты Михалкова, согласился. Этот фильм стал началом плодотворного сотрудничества актёра с режиссёром Романом Балаяном. Роман Балаян охарактеризовал главного героя фильма так: «Герой в сюжете и такой, и сякой. Вот тебе и не нравится, вот он хороший, вот он почти негодяй, вот он опять замечательный, вот он комикует, вот он плачет. В одном фильме артисту было предоставлено сыграть всё». За роль в фильме «Полёты во сне и наяву» актёр был удостоен Государственной премии СССР. В 1980-х Роман Балаян снял с ним фильмы «Поцелуй» (1983), «Храни меня, мой талисман» (1986) и «Филёр» (1987).
«По-настоящему я захлебнулся от счастья только в 1983 году. Тогда всё совпало! Я снимался в Италии, у самого́ Тарковского, а в Москве прошли премьеры сразу двух фильмов — „Полёты во сне и наяву“ и „Влюблён по собственному желанию“», — заявлял Янковский.
Главную роль в фильме «Ностальгия» должен был сыграть любимый актёр Андрея Тарковского, его друг и протагонист его фильмов — Анатолий Солоницын, но он умер от рака лёгких в июне 1982 года, и Тарковский предложил главную роль Олегу Янковскому. Солоницын умер ещё до написания сценария, и поэтому сценарий был написан специально «под Янковского». Героем «Ностальгии» вначале должен был быть русский крепостной композитор (прототипом которого служил Дмитрий Бортнянский), отправленный на учёбу в Италию. Но по сценарию главным персонажем фильма стал современный писатель Андрей Горчаков. Он приезжает в Италию, чтобы найти материалы о крепостном графа Шереметева, композиторе XVIII века, Сосновском.
Тарковский решил подготовить актёра к роли. Янковского поселили в гостинице и просто бросили — без знания языка, без денег. Прошла одна неделя, другая, никто не появлялся. Восторг от встречи с капиталистической заграницей сменился тоской. Янковский был уже в отчаянии, и тут явился наконец Тарковский. Увидев потухший взгляд актёра, он сказал: «Теперь тебя можно снимать». Олег Янковский вспоминал о первой встрече с Тарковским в Риме:

Он не вошёл — ворвался, как обычно, нервный, быстрый, худой. Мы обнялись, долго молчали. В этой паузе было всё. И ушедший Толя, и страх моего несоответствия Андрею, несмотря на переделку сценария, и незнание, чего он от меня ждёт. И радость встречи. Но главное — ощущение силы в этом невысоком поджаром человеке. «Как сценарий?» — «Прекрасный». — «Вот, все русские сразу понимают».

Фильм был снят за три месяца. В 1983 году Италия выставила фильм на Каннский фестиваль с расчётом на «Золотую пальмовую ветвь». Но фильм приза не получил, Тарковский обвинял во всём Сергея Бондарчука, который входил в жюри. Руководство Госкино, особенно председатель Госкино СССР Ф. Т. Ермаш, требовало, чтобы Тарковский вернулся в страну. Режиссёр решил остаться в Италии, «Ностальгия» была запрещена к показу в СССР.
В 1983 году Марк Захаров поставил на сцене «Ленкома» пьесу Всеволода Вишневского «Оптимистическая трагедия». Актёр сыграл в этом спектакле царского офицера капитана Беринга — роль, которая продемонстрировала его фактурную аристократичность и его умение выразительно молчать. Марк Захаров вспоминал:

Репетируя с Янковским в театре капитана Беринга из «Оптимистической трагедии» — роль, в которой совсем немного слов, — я обратил внимание на то, как он умеет молчать. «Глаза — зеркало души», — говорят люди. У него необыкновенно выразительный взгляд. Ему вовсе не обязательно говорить слова, он умеет излучать нервную энергию, «сгорать», не двигаясь с места. Так, как умеет это делать он, пожалуй, никто другой не умеет.

В 1986 году сыграл роль Гамлета в постановке Глеба Панфилова в «Ленкоме». Это была первая работа кинорежиссёра в театре. Спектакль недолго продержался в репертуаре и был недооценён критиками. Они не приняли трактовку знаменитой пьесы Шекспира режиссёром-дебютантом в театре. Самую большую неприязнь вызвала роль Гамлета в исполнении Олега Янковского. Актёр играл не духовные искания, а конечный результат. Это не был безумец или человек, притворяющийся безумцем, это был холодный, трезво мыслящий человек.

Гамлет Олега Янковского оказался, вопреки всем нашим ожиданиям, одним из самых неприятных — бесчеловечных — персонажей спектакля. Перед нами — не искатель правды, не духовная личность, которая мучится от того, что думает, чувствует, переживает иначе, чем другие. <…> он изжил в себе Гамлета, показал, что его Гамлет — не «другой», а такой же как все.

Несмотря на то, что Олег Янковский от спектакля к спектаклю всё лучше и лучше понимал свою роль, спектакль был снят с репертуара, и актёр считал, что эта роль была его неудачей.
Зато роль Василия Позднышева в фильме Михаила Швейцера «Крейцерова соната» (по повести Л. Н. Толстого), снятом в том же 1986 году, актёр считал своей удачей. Он был утверждён без проб на эту роль. Ему было физически тяжело играть. Большую часть фильма занимал монолог главного героя, убившего свою жену. Актёру приходилось учить огромный текст и ни на йоту не отходить от первоисточника. Жена режиссёра стояла рядом с томиком Толстого и следила, «чтобы произнесён был каждый слог и каждый предлог». За роль Позднышева в 1989 году он был удостоен Государственной премии РСФСР имени братьев Васильевых.
В 1980-х годах снялся ещё в двух фильмах Марка Захарова — в 1982 году в фильме «Дом, который построил Свифт» и в 1988 году — в фильме «Убить дракона». У обеих картин была непростая судьба. Фильм «Дом, который построил Свифт» цензура три года не выпускала на телеэкран из-за сложного «эзопова языка» пьесы Григория Горина. Хотя на этот раз драматург остался доволен работой актёра, в отличие от сложностей с озвучиванием фильма «Тот самый Мюнхгаузен», и с долей иронии отмечал: «Зато в следующем фильме, „Дом, который построил Свифт“, Олег работал безукоризненно… поскольку на протяжении почти всего фильма декан Свифт не разговаривал, а просто молча смотрел… Молча же смотреть на этот мир не может никто лучше Янковского».
Пьесу «Дракон» Е. Шварца Марк Захаров ставил ещё в студенческом театре МГУ, спектакль был сыгран всего несколько раз и потом закрыт. Но на исходе «перестройки» пьесу удалось наконец перенести на телеэкран. Актёр сыграл в фильме Дракона, который держит в страхе весь город. В город прибывает странствующий рыцарь Ланцелот, который хочет освободить жителей от его господства. Но люди так привыкли к тирану, что чинят всяческие препятствия освободителю. Критики обвиняли Марка Захарова в конъюнктурности, потому что на этот раз параллели с современностью лежали на поверхности и были легко узнаваемы. Что, по мнению известного киноведа Кирилла Разлогова, ничуть не умаляло игру Олега Янковского:

Победителем этого своеобразного актёрского «конкурса», безусловно, выходит Олег Янковский, который, пожалуй, второй раз после «Поцелуя» Романа Балаяна показывает, какие невиданные потенциальные возможности кроются в его даровании, как только он выходит за пределы привычного амплуа. Метаморфозы его Дракона, причудливые смеси интонаций, от сарказма до заискивания, внутренняя самоирония и неканоническое сочетание гения, злодейства и бессилия — всё это передаётся актёром с блеском самодовлеющего эффекта, своеобразного искусства для искусства.

В 1988 году также сыграл одну из главных ролей в дебютном фильме венгерского режиссёра Ильдико Эньеди «Мой XX век», при этом «не было ни кинопроб, ни предварительных встреч с режиссёром. Просто Эньеди была знакома с картинами Балаяна и „Ностальгией“. Этого было достаточно».

### 1990-е годы
В 1991 году сыграл в фильме «Цареубийца» Карена Шахназарова — первом российском фильме о расстреле семьи бывшего российского императора Николая II. В том же году актёр был удостоен национальной премии «Ника» за лучшие мужские роли в «Цареубийце» и «Паспорте».
В начале 1990-х «в стране всё рухнуло, кинопроизводство в том числе», — вспоминал Олег Янковский. По приглашению режиссёра Клода Режи он на полгода уехал во Францию, где участвовал в международном театральном проекте. Он вспоминал, как Марк Захаров пришёл к нему в гримёрку, сел и грустно спросил его: «Олег, ты что, насовсем, да?»
Работая во Франции, узнал, что стал народным артистом СССР. Его фамилия стояла предпоследней в последнем списке. У него это вызвало иронию. Он шутил, что после введения этого звания в Советском Союзе первым его получил К. С. Станиславский: «с кого начали и кем закончили».
Весной 1992 года он вернулся в страну и не узнал её:

Я ехал по центру родного города и испытывал чувство, будто попал на чужую планету. Больше всего поразили барахолки у Большого театра и «Детского мира». Примерно в то же время в Москве открыли гостиницу «Савой», и бьющая в глаза роскошь на фоне костров на улице, людей, с рук торгующих шмотками, казалась жуткой нелепицей, сюрреализмом.

За производство фильмов брались все, кто хотел. Поскольку думали не о творчестве, а об отмывании денег, то очень скоро количество выпускаемых картин выросло до четырёхсот в год — в начале 90-х в России клепали фильмов больше, чем в Индии.

В это время актёр тоже много снимался, но некоторые картины с его участием так и не были завершены. Сергей Соловьёв не смог доснять фильм «Иван Тургенев. Метафизика любви», где он играл Ивана Тургенева, а Татьяна Друбич — Полину Виардо. Режиссёр Семён Аранович умер, так и не завершив свой фильм «Агнец божий», где актёр сыграл полковника НКВД. Съёмки запущенного в производство в 1993 году многосерийного фильма Сергея Соловьёва «Анна Каренина» из-за финансовых проблем затянулись на 16 лет.
В 1993 году Олег Янковский стал президентом Открытого Российского кинофестиваля в Сочи — ОРКФ «Кинотавр».

Но одновременно за кулисами «Кинотавра», во многом державшегося на славе и обаянии Янковского, фестивального президента, он быстро, точно и заботливо объяснял… переводчице, как гримироваться перед выходом под софиты сцены. Обходил в самолёте Москва — Сочи весь салон, находя для каждого, будь то коллега-актёр или шофёр, доброе слово. Ему ни для кого не было жалко своей магнетической улыбки.
Сыграл также в картинах у Романа Балаяна в фильме «Первая любовь», у Игоря Масленникова — в фильме «Тьма», в «Ревизоре» (экранизация произведения Н. В. Гоголя), экранизации повести Михаила Булгакова «Роковые яйца». Он снимался у британского режиссёра Энтони Уоллера в фильме «Немой свидетель», во Франции в фильме «Мадо, до востребования» у Александра Адабашьяна и в Греции в фильме «Терра инкогнита».
В 1996 г. стал доверенным лицом кандидата Бориса Ельцина на президентских выборах.

### 2000-е годы
В 2000 году вместе с Михаилом Аграновичем поставил собственный фильм «Приходи на меня посмотреть» по пьесе Надежды Птушкиной «Пока она умирала…» и сыграл в нём главного героя, Игоря — «нового русского», который по ошибке попал к «старым русским» — интеллигентной семье, в которой живут старая дева и её престарелая мать, за которой та ухаживает. Олег Янковский говорил об этой работе:

Это была «проба пера». В потоке чудовищно-чёрного кино захотелось вдруг снять какую-то добрую, светлую историю, захотелось какой-то сказки и доброты. Хотя я исповедую и люблю другое кино.

В 2001 году Марк Захаров поставил в «Ленкоме» спектакль «Шут Балакирев» по последней пьесе Григория Горина. Драматург умер, не дописав второй акт пьесы, поэтому Марку Захарову пришлось больше года сводить отдельные диалоги второго акта в единое целое, что по отзывам критиков получилось не очень хорошо. Актёр сыграл в этом спектакле Петра Великого. Несмотря на неоднозначные оценки постановки, критики отмечали прекрасную игру актёра, называя эту работу одной из лучших его ролей этих лет. За эту роль он был удостоен Государственной премии РФ, театральной премии имени К. С. Станиславского, премии «Кумир» и был номинирован на театральную премию «Золотая маска».

Применительно к Олегу Янковскому в роли Петра Великого не побоюсь определения «великолепный». Вот кто уж царь, так царь. Коли любит — всё к ногам избранницы положит, трона не пожалеет, если пьёт — так вся округа дрожит, а в гнев войдёт — зубы подданным рвёт голыми пальцами. Цельная, мощная натура имперского масштаба, блестящая работа. — «Известия», 16 мая 2001 года

В 2002 году снялся в фильме Валерия Тодоровского «Любовник». За работу в фильме он был удостоен приза за лучшую мужскую роль XIII открытого Российского кинофестиваля «Кинотавр» и приза гильдии киноведов и кинокритиков России «Золотой овен».
В 2004 году известный эстонский режиссёр Эльмо Нюганен поставил в «Ленкоме» спектакль «Tout payé, или Всё оплачено» по популярной пьесе французского драматурга Ива Жамиака «Месье Амилькар платит». Актёр, ранее принципиально не принимавший участия в антрепризах, на этот раз согласился сыграть в спектакле, потому что ему понравилась пьеса. Он сыграл главного героя — месье Амилькара, одинокого и потерявшего веру в жизнь человека, который за деньги нанимает людей, чтобы они изображали для него близких — старого друга, дочь и жену. Жену изображает актриса-неудачница, дочь — проститутка, старого друга — бедный художник. Когда в конце пьесы выясняется, что месье Амилькар вовсе не богач, а только клерк, ограбивший свой банк, все уже успевают привязаться к нему по-настоящему. Пьеса была осовременена, мрачный финал заменён на счастливый конец. Олег Янковский выступал также режиссёром этого спектакля.
Эльмо Нюганен говорил, что ему очень понравилось работать с актёрами, ради которых он и согласился на эту постановку:

Я видел, как работает гениальная актриса. Не знаю, понимает ли она сама, что гениальна, но это так. Видел, как работает великий актёр, интеллигентный, умный, красивый не только внешне, но душевно. Несмотря на возраст, который записан в паспортах, они удивительно молодые люди. И я понял, что делает человека великим.

Критики снисходительно отнеслись к коммерческому эксперименту «Ленкома», но отмечали хорошую игру актёров:

Они играют всё то и так, что и как нравится в этих актёрах: смятение мыслей, смятение чувств, игру ума, эффектные изломы настроений. Неповторимый взгляд Янковского, в котором — печаль невозвратности и одновременная ирония над самим собой, знаменитый средневековый изгиб фигуры у Инны Чуриковой и все её феерические переходы от смеха к смеху сквозь слёзы и к слезам, которые её героиня прячет в «остаточном» веселье. — «Новые известия», 29 января 2004 года

Особенно хорош, по-моему, Янковский, который давно уже не играл ролей милых и лёгких, не претендующих на многозначительность. Он вспомнил своих телевизионных Волшебника и Мюнхгаузена — героев, которые режиссировали реальность, — их иронические и торжествующие улыбки, когда она поддавалась. Он вспомнил балаяновскую беспечность — дурачества, кривлянье, мгновенные смены настроений. — «Независимая газета»

В 2006 году на телеэкраны вышел сериал «Доктор Живаго» по роману Бориса Пастернака, за который писатель получил Нобелевскую премию. Авторы фильма поставили в титрах слова «по мотивам», потому что сериал сильно отошёл от первоисточника. Это касалось и отображения адвоката Виктора Иполлитовича Комаровского, персонажа, которого сыграл актёр. В романе Комаровский описан лишь чёрной краской, но Олегу Янковскому не хотелось играть этого персонажа так же поверхностно, как это делали актёры в других экранизациях романа. Он играет яркую личность, человека, который всегда будет в центре внимания в любое время. Актёра обвиняли в том, что он дал согласие сниматься в сериале, хотя обещал никогда не участвовать в подобных проектах. Но тот считал «Доктора Живаго» телевизионным фильмом, снятым по законам кино. «Я дал согласие сниматься, потому что мне импонировали личности сценариста Юрия Арабова и режиссёра Александра Прошкина. Эти люди всегда работали честно», — говорил актёр. Сериал снимался по заказу телеканала НТВ, но канал по каким-то причинам не сразу выпустил его на экран, чем не преминули воспользоваться «пираты», благодаря которым фильм вышел до премьеры на НТВ в плохом качестве на DVD. Затем НТВ всё же выпустил сериал на экран, но заполонил рекламой, на каждую серию приходилось до 40 % рекламы, что оттолкнуло зрителей. Показ сериала в России, в отличие от показа в Беларуси, имел низкий рейтинг и был объявлен провальным. Многие критики не приняли трактовку романа, но отмечали блестящую игру актёра. За свою роль в этом сериале он был удостоен приза «Золотой орёл» и премии Российской академии телевидения ТЭФИ.
В 2009 году режиссёр Сергей Соловьёв смог завершить свою картину «Анна Каренина». В начале 1990-х картина попала под секвестирование государственного бюджета. Хотя уже были подобраны все актёры и сшиты костюмы, финансирование проекта было приостановлено. Режиссёр признавался: если бы ему были выделены деньги для работы над картиной, на съёмки любых других фильмов денег бы уже не нашлось. Картина попала под консервацию. Как только появлялись деньги, Соловьёв возвращался к съёмкам. В 1998 году экономический кризис вновь заставил остановить работу над картиной. За время съёмок от лейкемии умерла Ирина Метлицкая, которая вначале была утверждена на роль Анны Карениной. Её роль перешла к Татьяне Друбич. Актёры становились старше, но, по словам режиссёра, для Олега Янковского это стало благом, потому что в его глазах появилась «та жизненная горечь», которая была нужна ему для роли Каренина. Соловьёв много времени уделил именно Каренину, сам фильм идёт от его лица, это история человека, искренне любившего женщину, с которой его развела судьба. Татьяна Друбич вспоминала о работе с Олегом Янковским:

Янковский сыграл гениально. Захватывает дух от его исполнения роли Каренина. Все акценты в фильме смещены в эту сторону… Большой человек, большой судьбы, большой карьеры, большого ума, большого внутреннего понимания того, как должно быть. И он делает всё, как должно быть.

### Последние работы
В 2008 году сыграл митрополита Филиппа в фильме Павла Лунгина «Царь». В центре повествования — конфликт между Иваном Грозным и игуменом Соловецкого монастыря Филиппом, другом детства царя, вызванным Иваном Грозным в Москву и возведённым в сан митрополита. Филипп соглашается стать митрополитом в надежде остановить опричнину и убедить царя следовать христианским добродетелям. По словам режиссёра, он выразил в фильме своё восхищение поступком святителя, который «сам пошёл на жертву, пытаясь остановить немыслимое кровопролитие».
Лунгин долго не мог найти исполнителя, который смог бы справиться со сложной ролью митрополита. По словам Ивана Охлобыстина, именно он посоветовал Лунгину взять Янковского на эту роль, которая стала для актёра последней в кино. Когда режиссёру задали вопрос, почему он взял именно Олега Янковского, он ответил: «Потому что лучше актёра у нас сейчас нет». Для этой роли был специально изготовлен нательный крест — точная копия того, который носил митрополит Филипп. В конце съёмок Олег Янковский попросил Охлобыстина освятить этот крест.
Фильм был показан на Каннском фестивале за три дня до смерти актёра. Павел Лунгин вспоминал:

Два года назад, когда я начал снимать «Царя», Олег был ещё здоров… И роль митрополита Филиппа очень была для него важна. И не знаю сейчас, кто смог бы её сыграть. Я видел в Каннах, как плакали не только русские, но и французы, и американцы, посмотрев картину. И я позвонил Олегу Ивановичу, поздравлял его с успехом. За три дня до его гибели. Он ведь никогда не говорил о болезни, мужественно молчал.

Рабочее название фильма «Иван Грозный и митрополит Филипп» было заменено на короткое «Царь», и с таким названием картина открывала 31-й ММКФ. 13 октября в Государственной думе прошёл закрытый просмотр фильма и вызвал бурную дискуссию среди депутатов и представителей РПЦ.
Фильм вышел в широкий прокат 4 ноября и за два дня собрал 25 миллионов рублей, став претендентом на звание самого успешного кинопроекта года. Картина вызвала недовольство критиков из-за вольного обращения режиссёра с историческими фактами, но их большая часть отмечала безупречную игру Олега Янковского.

Митрополит-Янковский и царь-Мамонов, сыгравшие основной конфликт, приковывают к себе всё внимание и вызывают искреннее восхищение. Олег Янковский, сыгравший в фильме свою последнюю роль (которых — без малого восемь десятков), каждый кадр наполняет своей харизмой — в движениях, взглядах, речи сыгранного им митрополита столько достоинства и спокойной силы, что ему веришь до последнего.

Последней работой актёра в театре стала роль моряка Жевакина в спектакле «Женитьба» по Н. В. Гоголю, поставленном Марком Захаровым на сцене «Ленкома».
Был академиком Национальной академии кинематографических искусств и наук России, президентом благотворительного фонда имени Евгения Леонова (1996—2009) .

### Болезнь и смерть
В июле 2008 года Олегу Янковскому стало плохо на репетиции, он был госпитализирован в отделение неотложной кардиологии одной из столичных клиник. Врачи диагностировали ишемическую болезнь сердца и назначили медикаментозный курс лечения. В клинике актёр признался, что боли беспокоят его уже несколько месяцев, но он не придавал этому значения. Несмотря на его плохое самочувствие, в «Ленкоме» прошёл спектакль «Шут Балакирев», где он играл главную роль. Чтобы актёр мог выдержать нагрузку, врачи вводили сильнодействующие лекарства, стабилизирующие работу сердца.
Выйдя из клиники, актёр вернулся к прежнему образу жизни, и только в конце 2008 года, когда его состояние сильно ухудшилось, он вновь обратился к врачам. Актёр жаловался на постоянные боли в области желудка, тошноту, отвращение к жирной пище, он сильно похудел. После того, как появились серьёзные симптомы заболевания, врачи назначили биопсию, и диагноз подтвердил самые худшие опасения — болезнь (рак поджелудочной железы), вызванная, вероятно, его активным курением, была выявлена на поздней стадии. В конце января 2009 года актёр вылетел в немецкий Эссен для лечения у немецкого онколога профессора Мартина Шулера, специалиста по терапевтическим методам лечения рака. Лечение не помогло, и Янковский, прервав лечение, менее чем через 3 недели возвратился в Москву. В феврале актёр вернулся в театр и 10 апреля 2009 сыграл свой последний спектакль («Женитьба»).
В конце апреля состояние актёра ухудшилось, у него открылось внутреннее кровотечение, и он был опять доставлен в клинику. Утром 20 мая 2009 года Олег Янковский скончался в возрасте 65 лет в одной из московских клиник.
Президент Российской Федерации Д. А. Медведев направил родственникам О. И. Янковского телеграмму соболезнования. Среди тех, кто направил семье и близким актёра свои соболезнования, были его коллеги по актёрской профессии, друзья, те, кто знал его и любил его творчество. 22 мая 2009 года в московском театре «Ленком» прошла церемония прощания, отдать дань его памяти пришли тысячи людей.
Похоронен на Новодевичьем кладбище в Москве (участок № 10, ряд № 10, место № 4).

### Личная жизнь
Отец — Ян (Иван) Павлович Янковский (ум. в 1953), дворянин с польскими корнями, до Октябрьской революции служил в армии, был штабс-капитаном лейб-гвардии Семеновского полка, кавалером Георгиевского креста. В советское время был репрессирован. Во время Великой Отечественной войны работал в тылу — на плавильном комбинате в Джезказгане.
Мать Марина Ивановна Янковская (Ненастьева).
Брат Ростислав Янковский (1930—2016), актёр театра и кино, народный артист СССР (1978). Племянники — Игорь Янковский (1951—2025), актёр кино и Владимир Янковский (род. 1960), актёр, кинорежиссёр.
Брат Николай Янковский (1941—2015), заслуженный работник культуры РСФСР (1987), директор ДК «Кристалл», директор Театра пластической драмы в Саратове, с 2002 заместитель директора саратовского театра кукол «Теремок».
Жена Людмила Зорина (род. 1941), заслуженная артистка России (1999). Бракосочетание состоялось во время обучения Олега Янковского на втором курсе театрального училища.
Сын — Филипп Янковский (род. 1968), актёр, кинорежиссёр и кинопродюсер. Сноха — Оксана Фандера (род. 1967), актриса.
Внук Иван Янковский (род. 1990), актёр. Внучка Елизавета Янковская (род. 1995), актриса.
Жил в Москве, сначала на Краснобогатырской улице, дом 21, с 1980-х до конца жизни — на Комсомольском проспекте, дом 41. Роберт Де Ниро сказал об Олеге Ивановиче Янковском: «Мне выпала в жизни большая удача: я был знаком с Олегом Янковским лично. Я любил Олега. Он всегда был очень великодушным, добрым и достойным человеком. Я сразу почувствовал в нем эти качества. Каждый раз, когда я приезжал в Россию, всегда встречался с ним. И не только я, но и моя семья, мои дети. В прошлый раз, когда мой старший сын приехал в Москву, они встретились с Олегом. Он был важным человеком в моей жизни. Между нами была духовная связь. У меня к нему самые теплые чувства. Я очень любил его».

## Оценки творчества
Первые же роли Олега Янковского в кино обнаружили сдержанность исполнительской манеры, обаяние, стремление к достоверности и романтическим краскам. Его персонажи — натуры мятущиеся, живые, неординарные, среди ролей актёра — социально активные герои, персонажи литературных произведений и сказочно-поэтические образы. Его героев роднил ряд черт: артистизм, дар воображения, склонность к самоиронии. Актёр строил характеры на контрастном сочетании искренности и притворства, азарта и опустошённости. Эта манера исполнения принесла Янковскому не только популярность у зрителей, но и признание в профессиональной среде.
Он был убедителен как в своих киноролях, так и в театральных работах. Уже в начале своей карьеры, работая в саратовском театре, он сумел показать себя настоящим драматическим артистом. После роли Тузенбаха — «хрупкого романтика с обрезанными крыльями» в дипломном спектакле «Три сестры», обворожительное обаяние мелкого воришки и наглость шалопая Ненилло в «Рождестве в доме синьора Купьелло» Э. Де Филиппо. Его Мешем в «Стакане воды» Э. Скриба показывал прекрасную приспособляемость. Он надевал нужную маску, которую требовали обстоятельства. С герцогиней Мальборо он выглядел настоящим мужчиной, с возлюбленной Абигель был обманчиво неловок, с герцогом Болинброком вёл себя как ученик, с Королевой он был скромен и деликатен. Роль Мышкина в спектакле «Идиот» далась актёру только через мучительную работу над собой. Ему удалось создать двойственный образ: свободен, но не уверен в себе, естественен, но зажат. Он играл странника, искупающего собственную безвинную греховность. В «Талантах и поклонниках» он — скованный, ограниченный Мелузов. Уже в первых его работах сформировалось будущее отношение актёра к разнообразному, порой полярному драматическому материалу.
Когда он перешёл в московский театр «Ленком», то быстро стал там ведущим актёром. Ему удалось создать там множество удивительно разных образов. В «Ясновидящем» Л. Фейхтвангера — гнусного Ганс-Йорга Лаутензака — не человека, а социальную маску, мерзавца с замашками сутенёра и усердной закомплексованностью заурядности. В публицистическом спектакле «Синие кони на красной траве» — романтическое представление о Ленине. В «Оптимистической трагедии» — благородного безутешного Беринга. В спектакле Глеба Панфилова — решительного, трезво мыслящего Гамлета. В странной «Чайке» беспощадно и вместе с тем неброско сыграл стареющего беллетриста Тригорина. А в «Шуте Балакиреве» ему удалось представить Петра Первого одиноким, преданным и покинутым всеми человеком даже в фарсовых сценах.
Был востребован самыми разными режиссёрами. Он легко вписывался в их мир, был ли это Андрей Тарковский, известный своей требовательностью к выбору актёров, или Марк Захаров, Михаил Швейцер, Роман Балаян, Карен Шахназаров, Валерий Тодоровский, Илья Авербах, Татьяна Лиознова, Глеб Панфилов, Вадим Абдрашитов, Георгий Данелия.
Актёру были доступны как драматические, так и комедийные роли. Так, в 1990-х годах в творчестве актёра стала проявляться тяга к ярким комедийным краскам и даже трагифарсу, которые проявились в фильмах «Паспорт», «Роковые яйца», «Ревизор».
Он вызывал иногда полярные суждения, резкую неоднозначность восприятия его образов. Критики порой упрекали его в том, что у него невыразительное лицо, бедная мимика, характер у его героев получается неопределённый, размытый. Но при этом оторвать взгляд от него было невозможно. Артист с неповторимой индивидуальностью, с нервным, «северным» лицом, с невнятной дикцией, он был интересен порой больше тех артистов, которые «хлопочут мордой», по меткому выражению Фаины Раневской. Неизменно привлекала его молчаливость, в которой он мог сказать гораздо больше многоговорящих актёров. Когда его молчание кажется значительнее того, когда он говорит.
Марк Захаров, который и открыл миру актёра Янковского, пытался в своей книге постичь причины популярности и востребованности актёра:

Работая с Янковским <…> я ощутил необыкновенную человеческую и актёрскую собранность Янковского. Он всегда очень внимательно следил за режиссёром, за собой и своими партнёрами, был очень нацелен на предстоящее дело. <…> Я ощутил внутреннюю, очень волевую позицию человека, который медленно и целенаправленно готовит свой актёрский организм к Дерзанию.

Он постоянно следит за тем, что происходит в фильме помимо него, он мучится, сомневается и размышляет вместе с режиссёром. Он владеет искусством режиссуры настолько, насколько она необходима сегодня большому актёру.

Вадим Абдрашитов, у которого актёр сыграл в фильмах «Поворот» и «Слово для защиты», отмечал: «Удивительно: при отсутствии грима он везде разный. Это же феноменально — ведь нет никаких внешних примет перевоплощения».
Глеб Панфилов, у которого актёр сыграл в спектакле «Гамлет» и фильме «Без вины виноватые» говорил:

Олег Янковский склонен к углублённому поиску, внимателен, у него багаж не только сценических навыков, но и тонких жизненных наблюдений. У него есть опыт, мастерство, есть и энергия, сила.

Оценки актёрского образа Янковского никак не приходили к общему знаменателю. Он — то ли лидер, то ли аутсайдер, то интеллигент, то плейбой. То ли «лишний» человек", то ли успешная звезда. Актёр всегда оставался между этими понятиями. Необыкновенная пластичность и интуиция позволяла ему удержать равновесие. Режиссёры приглашали его, когда в персонаже нужна была неоднозначность образа — «плохой хороший человек». Он всегда существовал на грани, совмещая черты человека, хорошо устроившегося в жизни и «лишнего» человека. Он играл и цельных, мужественных людей, и мятущихся, тех, кто не видит цели в жизни, с изломанной судьбой.
Меняясь от роли к роли, он сумел создать «представление о русском интеллигенте в самых что ни на есть идеальных очертаниях». Поэтому Андрей Тарковский выбрал его на роль в фильме «Ностальгия», где актёр воплотил образ, в котором «было глубокое страдание русского интеллигента в тот период, когда сама интеллигентность постепенно уходила из жизни».
Роман Балаян, для которого актёр стал «талисманом», вспоминал:

Мне интересно лицо Янковского. Оно «работает» в любом возрасте: и в двадцать, и в пятьдесят лет. В любое время — его можно было снимать, скажем, в эпоху немого кино. <…> По его лицу не видно, какой он человек. Никто заранее не знает, не в состоянии определить, плохой он или хороший. Его взгляд способен выразить немыслимую амплитуду: от мерзавца до святого.

Как известно, Григорий Горин был против того, чтобы актёр играл барона Мюнхгаузена. Горин признавался, что, находясь в плену стандартных представлений об остроумном человеке, он не верил, что тот сможет сыграть остроумного человека, блестящего интеллектуала. Однако затем он убедился, что Захаров был прав: «В Олеге открылась совершенно уникальная способность — его скрытый дар слушать, смотреть, реагировать молча». Он вспоминает, что после съёмок фильма к нему пришёл оператор и признался, что Янковского можно снимать с любой точки — лицо всегда будет интересным.
Актёру никогда не мешала его звёздность, Павел Лунгин, у которого тот сыграл свою последнюю роль, вспоминал:

Он был мощным столпом картины. Меня поразило, как он работал. Это старая школа. Невероятная внутренняя готовность к работе. Готовность бесконечно повторять, пробовать. Абсолютное отсутствие звёздности, капризности, эдакого актёрского свинства актёра, когда унижают зависимых: костюмеров, ассистентов, гримёров. Это человек, воплощавший собой уходящее, если не ушедшее из русской жизни, качество «великодушия», внутреннего благородства.

Актёр разделял свои роли на декоративные, те, которые только эксплуатировали его аристократическую фактуру, умение носить костюм, и на те, в которых ему удалось сказать что-то очень важное о своём времени, как в «Ностальгии» Тарковского или «Полётах во сне и наяву» Романа Балаяна. Олег Янковский говорил о своём месте в кино:

У нас были герои, которых олицетворял Рыбников, потом послевоенные годы потребовали романтического героя — Олег Стриженов играл. Потом понадобился интеллектуальный герой — появился Баталов и более изощрённый — Смоктуновский. А потом время потребовало ответить: где дети разбросанной по миру интеллигенции, чем они занимаются? И на эту роль появился Олег Янковский.

Олег Янковский сумел сохранить репутацию артиста, который смог избежать стремления к сиюминутному успеху и желанию заработать. Он не участвовал ни в дешёвых антрепризах, ни в откровенно халтурных фильмах, ни в рекламных роликах, ни в пошлых сериалах, ни в скандалах.

## Звания и награды

### Государственные награды и звания
- Заслуженный артист РСФСР (1977)
- Народный артист РСФСР (1984)
- Народный артист СССР (1991) — последний из мужчин, кто получил это звание[139]
- Государственная премия СССР (1987) — за роль в фильме «Полёты во сне и наяву»
- Государственная премия РСФСР имени братьев Васильевых (1989) — за роль в фильме «Крейцерова соната»
- Премия Ленинского комсомола (1977) — «за талантливое воплощение образов современников в кино»
- Государственная премия Российской Федерации (1996) — за исполнение главной роли в спектакле «Чайка» по пьесе А. П. Чехова Московского государственного театра «Ленком»[6]
- Государственная премия Российской Федерации (2002) — за исполнение главной роли в спектакле «Шут Балакирев» Московского государственного театра «Ленком»[7]
- Орден «За заслуги перед Отечеством» IV степени (1995) — за заслуги перед государством, многолетнюю плодотворную деятельность в области культуры и искусства[140]
- Орден «За заслуги перед Отечеством» III степени (2007) — за большой вклад в развитие театрального искусства и многолетнюю плодотворную деятельность[141]
- Орден «За заслуги перед Отечеством» II степени (2009) — за выдающийся вклад в развитие отечественного театрального и кинематографического искусства[142]
- Медаль «В память 850-летия Москвы»
- Благодарность Президента Российской Федерации (1996) — за активное участие в организации и проведении выборной кампании Президента Российской Федерации в 1996 году[143]
- Благодарность Президента Российской Федерации (2002) — за большой вклад в развитие театрального искусства[144]

### Кинематографические и общественные награды
- 1983 — Лучший актёр года — за главную роль в фильме «Влюблён по собственному желанию» (по опросу журнала «Советский экран»)
- 1983 — Лауреат Всесоюзного кинофестиваля в номинации «Призы за лучшие актёрские работы» за 1983 год (Ленинград)
- 1988 — Приз МКФ в Вальядолиде — за лучшую мужскую роль в фильме «Филёр»
- 1989 — Приз «За выдающийся вклад в профессию» на кинофестивале «Созвездие» — за роль в фильме «Убить дракона»
- 1992 — Премия «Ника» — за лучшую мужскую роль в фильмах «Цареубийца» и «Паспорт»
- 1993 — Премия имени А. А. Ханжонкова «Кинособытие года»
- 1993 — Член Академии дураков, основанной Вячеславом Полуниным и Роланом Быковым[145]
- 2000 — Приз «Золотая подкова» — за режиссуру фильма «Приходи на меня посмотреть»[120]
- 2001 — Приз за лучшую мужскую роль на ОРКФ «Кинотавр» в Сочи — за фильм «Приходи на меня посмотреть»
- 2001 — Приз Российского фонда культуры на ОРКФ «Кинотавр» в Сочи
- 2001 — Гран-при «Золото „Лістапада“» на кинофестивале «Лістапад» в Минске — за роль в фильме «Приходи на меня посмотреть»
- 2001 — Приз «За дебют» II Международный телекинофорум «Вместе» — за фильм «Приходи на меня посмотреть»[146]
- 2001 — Первое место в номинации «Выборгский счёт» на кинофестивале «Окно в Европу» в Выборге — за фильм «Приходи на меня посмотреть»
- 2001 — Международная премия Станиславского (Международный Фонд К. С. Станиславского)[147] — за исполнение главной роли в спектакле «Шут Балакирев» Московского государственного театра «Ленком»[81]
- 2002 — Премия «Золотой овен» — за лучшую мужскую роль в фильме «Любовник»
- 2002 — Приз за лучшую мужскую роль на ОРКФ «Кинотавр» в Сочи — за роль в фильме «Любовник»
- 2002 — Приз за лучшую мужскую роль на кинофестивале «Созвездие» — за роль в фильме «Любовник»
- 2002 — Лауреат премии «Кумир» в номинации «Кумир года» — за исполнение главной роли в спектакле «Шут Балакирев» Московского государственного театра «Ленком» и за роль в фильме «Приходи на меня посмотреть»[82]
- 2003 — Премия «Ника» — за лучшую мужскую роль в фильме «Любовник»
- 2003 — Премия «Золотой орёл» — за лучшую мужскую роль второго плана (в фильме «Бедный, бедный Павел»)
- 2003 — Специальный приз от администрации Краснодарского края на ОРКФ «Кинотавр» в Сочи
- 2005 — Театральная премия «Гвоздь сезона» — за спектакль «Tout payé, или Всё оплачено»[148]
- 2006 — Премия «Золотой Орёл» — за лучшую мужскую роль на телевидении (в многосерийном фильме «Доктор Живаго»)
- 2006 — Премия Российской академии телевидения ТЭФИ — за лучшую мужскую роль на телевидении (в многосерийном фильме «Доктор Живаго»)[104]
- 2006 — Орден Петра Великого
- 2007 — Премия «Триумф»[149]
- 2008 — общественная награда — знак ордена св. Александра Невского «За труды и Отечество»[150]
- 2009 — Специальный приз ММКФ «Верю. Константин Станиславский» «за покорение вершин актёрского мастерства и верность принципам школы К. С. Станиславского» (посмертно)[151]
- 2009 — Приз «Многолетнему президенту „Кинотавра“ — за выдающийся вклад в российский кинематограф» (посмертно)[152]
- 2009 — Приз за лучшую мужскую роль на кинофестивале «Созвездие» — за главную роль в фильме «Анна Каренина» (посмертно)[153]
- 2010 — Специальная премия «Золотой Орёл», за вклад в развитие отечественного кинематографа (посмертно)[154]
- 2010 — Премия «Ника» за 2009 год — номинация «Лучшая мужская роль» (по совокупности ролей в фильмах «Анна Каренина» и «Царь») (посмертно)[155].

## Творчество

### Театральные работы

#### Саратовский драматический театр
- «Чти отца своего» В. Лаврентьева — Севка Кичигин
- «Женский монастырь» В. Дыховичного и М. Слободского — брошенный муж
- «Судебная хроника» Я. Волчека. Режиссёр: С. Казимировский — Вадим Бабичев[156]
- «Затейник» В. Розова. Режиссёр: Д. Лядов — Эдуард
- «Баловень судьбы» Ю. Мячина. Режиссёр: Я. Рубин — Дмитрий Николаевич[24]
- «Рождестве в доме синьора Купьелло» Э. Де Филиппо — Ненилло
- «Таланты и поклонники» А. Островского — Мелузов
- «Человек со стороны» И. Дворецкого — Чешков
- «Стакан воды» Э. Скриба. Режиссёр: Я. Рубин — Мешем
- 1971 — «Идиот» по роману Ф. Достоевского. Режиссёр: Я. Рубин — князь Мышкин[157].

#### Ленком
- 1973 — «Автоград XXI», по пьесе Ю. Визбора и М. Захарова. Режиссёр: М. Захаров — Горяев
- 1975 — «В списках не значился» Ю. Визбора по одноимённой повести Б. Васильева. Режиссёр: М. Захаров — скрипач Свицкий
- 1975 — «Ясновидящий» по роману Л. Фейхтвангера «Братья Лаутензак». Режиссёр: М. Захаров — Гансйорг Лаутензак[158]
- 1977 — «Парень из нашего города» К. Симонова. Режиссёр: М. Захаров — Аркадий Бурмин
- 1978 — «Революционный этюд» («Синие кони на красной траве») М. Шатрова. Режиссёр: М. Захаров — Ленин[159]
- 1983 — «Оптимистическая трагедия» Вс. Вишневского. Режиссёр: М. Захаров — капитан Беринг
- 1986 — «Гамлет» У. Шекспира. Режиссёр: Г. Панфилов — Гамлет
- 1986 — «Диктатура совести» М. Шатрова. Режиссёр: М. Захаров — Посторонний
- 1987 — «Карманный театр» Ж. Кокто. Режиссёр: П. Штейн
- 1990 — «Школа для эмигрантов» Д. Липскерова. Режиссёр: М. Захаров — учитель физкультуры
- 1994 — «Чайка» А. Чехова. Режиссёр: М. Захаров — Тригорин
- 1997 — «Варвар и еретик» по роману Ф. Достоевского «Игрок». Режиссёр: М. Захаров — Генерал
- 2001 — «Шут Балакирев» Г. Горина. Режиссёр: М. Захаров — Пётр Первый[78][160]
- 2004 — «Tout payé, или Всё оплачено» по комедии И. Жамиака. Режиссёр: Э. Нюганен — Александр[87]
- 2007 — «Женитьба» Н. Гоголя. Режиссёр: М. Захаров — Жевакин[161]

### Фильмография

#### Актёрские работы
| Год  |     | Название | Роль                                                          |
| ---- | --- | --- | ------------------------------------------------------------- |
| 1968 | ф   | Щит и меч | Генрих Шварцкопф                                              |
| 1968 | ф   | Служили два товарища | Андрей Некрасов                                               |
| 1969 | ф   | Жди меня, Анна | Сергей Новиков                                                |
| 1969 | ф   | Я, Франциск Скорина | Франциск Скорина                                              |
| 1970 | ф   | О любви | Андрей, друг Николая                                          |
| 1970 | ф   | Расплата | Алексей Платов                                                |
| 1970 | тф  | Сохранившие огонь | Семён                                                         |
| 1970 | мтф | Белая земля | Франц Риттер                                                  |
| 1972 | ф   | Гонщики | Николай Сергачёв                                              |
| 1974 | ф   | Нечаянные радости (фильм не закончен, плёнка смыта; в дальнейшем был переснят Никитой Михалковым под названием «Раба любви») | Лёша Канин                                                    |
| 1974 | ф   | Гнев | Леонте Чеботару                                               |
| 1974 | ф   | Зеркало | Александр, отец                                               |
| 1974 | ф   | Под каменным небом | Яшка, шофёр-одессит                                           |
| 1974 | ф   | Премия | Лев Алексеевич Соломахин, секретарь парткома                  |
| 1974 | мтф | Сержант милиции | «Князь»                                                       |
| 1975 | ф   | Доверие | Георгий Пятаков                                               |
| 1975 | ф   | Звезда пленительного счастья                                                                                                 | Кондратий Рылеев                                              |
| 1975 | ф   | Мой дом — театр | Дмитрий Андреевич Горев, провинциальный трагик                |
| 1975 | ф   | Полковник в отставке | Алексей, сын полковника                                       |
| 1975 | ф   | Чужие письма | Женя Пряхин                                                   |
| 1976 | ф   | Семьдесят два градуса ниже нуля                                                                                              | Сергей Попов, штурман                                         |
| 1976 | ф   | Длинное, длинное дело… | Владимир Воронцов, следователь                                |
| 1976 | ф   | Сентиментальный роман | Илья Городецкий                                               |
| 1976 | ф   | Сладкая женщина | Тихон Дмитриевич Соколов                                      |
| 1976 | ф   | Слово для защиты | Руслан Шевернёв                                               |
| 1977 | ф   | Обратная связь | Леонид Александрович Сакулин                                  |
| 1977 | с   | Открытая книга | Раевский, издатель писем профессора Лебедева                  |
| 1978 | ф   | Мой ласковый и нежный зверь                                                                                                  | Сергей Петрович Камышев                                       |
| 1978 | тф  | Обыкновенное чудо | Хозяин-Волшебник                                              |
| 1978 | ф   | Поворот | Виктор Веденеев                                               |
| 1979 | тф  | Тот самый Мюнхгаузен | Мюнхгаузен                                                    |
| 1981 | тф  | Мы, нижеподписавшиеся | Геннадий Михайлович Семёнов, член комиссии                    |
| 1981 | тф  | Приключения Шерлока Холмса и доктора Ватсона: Собака Баскервилей                                                             | Джек Стэплтон / Хьюго Баскервиль                              |
| 1981 | ф   | Шляпа | Дмитрий Денисов                                               |
| 1982 | ф   | Влюблён по собственному желанию                                                                                              | Игорь Брагин                                                  |
| 1982 | тф  | Дом, который построил Свифт                                                                                                  | Джонатан Свифт                                                |
| 1982 | ф   | Полёты во сне и наяву | Сергей Иванович Макаров                                       |
| 1983 | ф   | Ностальгия | Андрей Горчаков, русский писатель                             |
| 1983 | тф  | Поцелуй | Михаил Рябович, поручик                                       |
| 1983 | тф  | Вечера на хуторе близ Диканьки                                                                                               | повествователь                                                |
| 1984 | тф  | Два гусара | граф Фёдор Иванович Турбин / граф Турбин-младший              |
| 1986 | ф   | Храни меня, мой талисман | Алексей                                                       |
| 1987 | ф   | Крейцерова соната | Василий Позднышев                                             |
| 1987 | ф   | Филёр | Воробьёв                                                      |
| 1988 | ф   | Убить дракона | дракон                                                        |
| 1989 | ф   | Мой XX век | господин Z                                                    |
| 1990 | ф   | Мадо, до востребования | Жан-Мари, режиссёр                                            |
| 1990 | ф   | Московский полицейский Каминский                                                                                             | Сонцев                                                        |
| 1990 | ф   | Паспорт | Боря, советский эмигрант-авантюрист                           |
| 1991 | ф   | Цареубийца | Смирнов, психиатр / Николай II                                |
| 1992 | ф   | Сны о России | Кирилл Лаксман, академик                                      |
| 1992 | тф  | Тьма | террорист                                                     |
| 1993 | ф   | Я — Иван, ты — Абрам | «Князь»                                                       |
| 1994 | ф   | Немой свидетель | Ларсен                                                        |
| 1994 | ф   | Иван Тургенев. Метафизика любви (фильм не был завершён)                                                                      | Иван Тургенев                                                 |
| 1994 | ф   | Терра инкогнита | Оди Атрагон, писатель                                         |
| 1995 | ф   | Первая любовь | Пётр Васильевич, отец Вольдемара                              |
| 1995 | ф   | Крестоносец | человек под зонтом                                            |
| 1995 | ф   | Роковые яйца | Владимир Ипатьевич Персиков, профессор                        |
| 1996 | ф   | Agnus Dei. Агнец Божий (фильм не был завершён)                                                                               | Соболев, полковник НКВД                                       |
| 1996 | ф   | Ревизор | Аммос Фёдорович Ляпкин-Тяпкин, судья                          |
| 1997 | ф   | Шизофрения | камео                                                         |
| 1998 | ф   | Алиса | Йозеф Козич, писатель, диссидент / Розванов, бывший агент КГБ |
| 1998 | ф   | Райское яблочко | Жора, культработник                                           |
| 1999 | ф   | Китайский сервизъ | граф Дмитрий Петрович Строганов                               |
| 2000 | ф   | Бременские музыканты & Co | Трубадур-старший                                              |
| 2000 | ф   | Человек, который плакал | Абрамович, отец Сьюзи                                         |
| 2000 | ф   | Приходи на меня посмотреть                                                                                                   | Игорь                                                         |
| 2001 | ф   | Прокрустово ложе | Джордж Ладима                                                 |
| 2002 | ф   | Любовник | Дмитрий Чарышев, преподаватель филологии в институте          |
| 2003 | ф   | Бедный, бедный Павел | граф Пётр Пален                                               |
| 2005 | ф   | Живая рыба (фильм не был завершён)                                                                                           | Имя персонажа не указано                                      |
| 2006 | с   | Доктор Живаго | Виктор Комаровский                                            |
| 2007 | тф  | Лузер | камео                                                         |
| 2008 | ф   | Поллианна | мистер Пендлтон                                               |
| 2008 | ф   | Райские птицы | Николаша                                                      |
| 2008 | тф  | Без вины виноватые | Григорий Львович Муров                                        |
| 2008 | ф   | Стиляги | Брусницын-старший, дипломат, отец Фреда                       |
| 2009 | ф   | Анна Каренина | Алексей Александрович Каренин                                 |
| 2009 | ф   | Царь | митрополит Филипп (Колычёв)                                   |

#### Телеспектакли
- 1974 — Пир во время чумы — священник
- 1978 — Парень из нашего города — Аркадий Бурмин
- 1981 — Повести Белкина. Выстрел — Граф
- 1982 — Попечители — Вадим Григорьевич Дульчин (по пьесе А. Н. Островского «Последняя жертва»)
- 1988 — Диктатура совести — Фридрих Энгельс
- 2002 — Шут Балакирев — Пётр Великий
- 2005 — Чайка — Борис Алексеевич Тригорин
- 2009 — Женитьба — Жевакин

#### Режиссёр
- 2000 — Приходи на меня посмотреть (совместно с Михаилом Аграновичем)

#### Озвучивание фильмов
- 1979 — Пер Гюнт (анимационный) — Пер Гюнт
- 1979 — Телохранитель — Фоттабек (роль Ш. Абдусаламова)
- 1991 — Афганский излом — майор Бандура (роль М. Плачидо)
- 2005 — Зона — читает текст

#### Участие в документальном кино
- 1975 — «Площадь Декабристов»
- 1999 — «Леонид Марков» (из цикла телепрограмм канала ОРТ «Чтобы помнили»)
- 2001 — «Олег Иванович и другие» (трёхсерийный документально-биографический телефильм). Режиссёры: Борис Берман и Ильдар Жандарёв[163]
- 2003 — «Тот самый Захаров»
- 2003 — «После Тарковского»
- 2004 — «Здравствуйте, Олег Иванович» (документально-биографический телефильм к 60-летию). Режиссёры: Борис Берман, Ильдар Жандарёв
- 2004 — «Роман Балаян» (из телевизионного документального цикла «Острова»)
- 2004 — «Чудо обыкновенного фильма» (из авторского цикла «Пёстрая лента» Сергея Урсуляка о героях советского кино)
- 2007 — «Полёты в кино и наяву» (из документальных фильмов в цикле передач «Живая история» телекомпании Петербург — 5 канал)
- 2007 — «Крёстный путь Андрея Тарковского». Режиссёр: Денис Трофимов
- 2007 — «Александр Абдулов. Самый обаятельный и привлекательный». Режиссёр: Ирина Фирсова
- 2008 — «Александр Збруев — мечта одинокой женщины». Режиссёр: Наталья Казакова
- 2008 — «Влюблён по собственному желанию» (из авторской программы «Истории и легенды Ленфильма» Алексея Васильева)
- 2008 — «Леонид Броневой. Под колпаком у Мюллера»
- 2008 — «Мой ласковый и нежный зверь. Эмиль Лотяну»
- 2008 — «Марк Захаров. Моя обманчивая мрачность». Режиссёр-постановщик: Иван Цыбин (Первый канал)
- 2009 — «Улыбайтесь, господа, улыбайтесь» (документально-биографический телефильм к 65-летию)
- 2009 — «Олег Янковский. В главной роли» (документально-биографический телефильм к 65-летию). Режиссёр-постановщик: Иван Цыбин (Первый канал)
- 2010 — «Олег Янковский. Pieta» (из документального цикла Сергея Соловьёва «Те, с которыми я…» телеканала «Культура»)
- 2014 — «Янковский» (документально-биографический фильм)

#### Архивные кадры
- 2000 — Воспоминания о Шерлоке Холмсе (телесериал) — Джек Стэплтон / Хьюго Баскервиль
- 2009 — Олег Янковский. В главной роли (документальный)
- 2011 — Монолог в четырёх частях. Глеб Панфилов (документальный)
- 2013 — Влюблён по собственному желанию (из цикла документальных фильмов «Тайны советского кино»)
- 2014 — Олег Янковский. Последняя охота (документальный)
- 2018 — Полёты во сне и наяву (из документального цикла «Тайны кино»)

## Память
- 30 июня 2009 года в Саратовском академическом театре драмы им. И. А. Слонова была открыта мемориальная доска Олегу Янковскому (авторы проекта — Юрий Наместников, Фёдор Юрченко)[164].

- 20 мая 2010 года памятные доски были открыты на здании школы № 67 на углу улиц Московской и Пугачёва, где актёр учился с 1951 по 1958 год, и на бывшем здании Саратовского театрального училища на ул. Радищева 24 (ныне корпус Духовной семинарии). Автор проекта — саратовский скульптор Николай Бунин[165].
- В музее саратовского театра, где работал актёр, оформлен мемориальный раздел, где представлены его бюст работы скульптора Клары Матвеевой и афиша спектакля «Идиот» с автографом артиста[164]. С 1990 года в Саратовском областном музее краеведения экспонируется постоянная выставка «Наши знатные земляки», один из разделов которой посвящён жизни и творчеству актёра.
- В 2010 году была учреждена ежегодная премия «Творческое открытие» имени Олега Янковского. Вручается за самые яркие творческие открытия года в разных областях искусства: театр, музыка, кино, литература. Учреждена попечительским советом фестиваля «Черешневый Лес» (Москва).
- 29 сентября 2010 года на могиле актёра был установлен памятник. Он представляет собой стелу с крестом из белого мрамора.
- 12 сентября 2011 года мемориальная плита, которую создал скульптор Щербаков А. А., была установлена по адресу: Саратов, ул. Большая Казачья 16[166].
- В ноябре 2011 года на базе Саратовского театра драмы состоялся первый Всероссийский театральный фестиваль памяти Олега Янковского. В ноябре 2012 прошёл второй фестиваль. В 2014 году МОУ «СОШ № 67» Саратова получила имя О. И. Янковского.
- В 2015 году в прокат вышел документальный фильм «Янковский», снятый режиссёром Аркадием Коганом на основе воспоминаний коллег и друзей актёра. Картина получила кинопремию «Золотой орёл» в номинации «Лучший неигровой фильм»[167].
- В 2015 году скверу перед Саратовским театром драмы им. И. А. Слонова присвоено имя Олега Янковского. 28 мая 2016 года в сквере был торжественно открыт памятник Олегу Янковскому, скульптор А. А. Щербаков.

- Могила Олега Янковского на Новодевичьем кладбище Москвы
- Памятник Олегу Янковскому в сквере у Саратовского драмтеатра
- Барельеф Олега Янковского, ул. Большая Казачья 16, Саратов

## Комментарии
1. ↑  Киностудия имени Довженко пользовалась дурной репутацией в советское время из-за большого количества низкопробных фильмов, снимаемых на ней.
2. ↑  Текст телеграммы: Уважаемые Людмила Александровна и Филипп Олегович.

Примите мои искренние соболезнования и слова поддержки в связи с постигшим вашу семью горем.

Его разделяют все, кто знал Олега Ивановича, кто хоть раз видел его на киноэкране или в легендарных ленкомовских постановках. Обладая редким сочетанием актёрского дара, обаяния и тонкого ума, он смог и подняться над временем, и в полной мере это время отобразить, передать в своих ролях всю гамму человеческих эмоций, неординарно сыграть любую роль, вызывая только светлые чувства.

Таким он останется в наших сердцах. Память о выдающемся русском актёре Олеге Янковском навсегда останется с нами.
3. ↑  Среди них были: народный артист СССР Иосиф Кобзон, народный артист СССР Леонид Броневой, народная артистка СССР Алла Пугачёва, Максим Галкин, народный артист России Михаил Чуев, народный артист России Лев Лещенко, народный артист России Владимир Винокур и многие, многие его друзья и коллеги.
4. ↑  В том числе народная артистка СССР Инна Чурикова, народный артист РСФСР Александр Ширвиндт, актёр театра и кино Леонид Ярмольник, народный артист СССР Владимир Этуш, народная артистка СССР Галина Волчек, народный артист РСФСР Игорь Кваша, народный артист СССР Олег Табаков, народный артист РСФСР Никита Михалков, писатель Аркадий Инин, врач Леонид Рошаль, шоумен Владимир Соловьёв, журналист Леонид Парфёнов, музыкант Андрей Макаревич.